# Angels (Lied)
Angels (englisch für „Engel“) ist ein Lied des britischen Popsängers Robbie Williams. Der Song erschien am 29. September 1997 auf seinem Debütalbum Life Thru a Lens und wurde am 1. Dezember 1997 als vierte Single aus diesem veröffentlicht.

## Inhalt
Angels wird von Robbie Williams aus der Perspektive des lyrischen Ichs gesungen und handelt von Engeln, die ihn auf seinem Lebensweg beschützen. Er weiß, dass sie immer über ihn im Himmel wachen werden, egal was ihm passiere und wie schlecht es ihm gehe. Auch wenn er in der Liebe scheitern sollte, werde er stattdessen die Engel lieben.

“Wherever it may take me

I know that life won’t break me

When I come to call

She won’t forsake me

I’m lovin’ angels instead”

## Produktion
Der Song wurde von den britischen Musikproduzenten Guy Chambers und Steve Power produziert. Ersterer fungiert neben Robbie Williams auch als Autor. 
Williams räumte 2011 ein, dass Angels auf einem Song des Iren Ray Heffernan basiert, den er und Chambers umgeschrieben hätten; Heffernan akzeptierte damals ein Angebot von Williams’ Management, seine Rechte als Mitautor gegen eine Zahlung von 7500 Pfund aufzugeben. Wie groß Heffernans Anteil an der Entstehung von Angels war, ist umstritten.

## Musikvideo
Bei dem zu Angels in schwarz-weiß gedrehten Musikvideo führte Vaughan Arnell Regie. Es wurde in den Saunton Sands aufgenommen und verzeichnet auf YouTube über 311 Millionen Aufrufe (Stand Juni 2025). Das Video zeigt Robbie Williams, der durch eine Stadt und eine Landschaft läuft, wobei er teilweise aus der Luft gefilmt wird. Anschließend geht er den Strand entlang, breitet die Arme aus und blickt in den Himmel. Danach schießt er mit einem Fußball und küsst sich am Strand mit einer Frau, während über ihnen ein Helikopter kreist. Gegen Ende fährt er außerdem mit der Frau auf einem Motorrad über den Strand.

## Single

### Covergestaltung
Das Singlecover zeigt Robbie Williams, der den Blick seitlich nach unten richtet. Links oben im Bild befinden sich die Schriftzüge Robbie Williams // in Weiß und Angels in Türkis, während der Hintergrund schwarz gehalten ist.

### Titellisten
Single 1
1. Angels – 4:24
2. Walk This Sleigh – 3:01

Single 2
1. Angels – 4:24
2. Back for Good (Live-Version) – 3:59
3. Walk This Sleigh – 3:01

Maxi
1. Angels – 4:24
2. Walk This Sleigh – 3:01
3. Karaoke Overkill – 3:31
4. Get the Joke – 3:03

### Chartplatzierungen
Angels stieg am 15. Dezember 1997 auf Platz 66 in die deutschen Singlecharts ein und erreichte am 9. Februar 1998 mit Rang neun die höchste Position. Insgesamt konnte es sich 21 Wochen lang in den Top 100 platzieren, davon fünf Wochen in den Top 10. Weitere Top-10-Platzierungen gelangen unter anderem im Vereinigten Königreich, in der Schweiz und Frankreich. In den deutschen Single-Jahrescharts 1998 erreichte das Lied Rang 53.
| ChartsChartplatzierungen       | Höchstplatzierung | Wochen |
| ------------------------------ | ----------------- | ------ |
| Deutschland (GfK)              | 9 (21 Wo.)        | 21     |
| Österreich (Ö3)                | 12 (13 Wo.)       | 13     |
| Schweiz (IFPI)                 | 4 (30 Wo.)        | 30     |
| Vereinigte Staaten (Billboard) | 53 (19 Wo.)       | 19     |
| Vereinigtes Königreich (OCC)   | 4 (68 Wo.)        | 68     |

| ChartsJahrescharts (1997)    | Platzierung |
| ---------------------------- | ----------- |
| Vereinigtes Königreich (OCC) | 86          |

| ChartsJahrescharts (1998)    | Platzierung |
| ---------------------------- | ----------- |
| Deutschland (GfK)            | 53          |
| Schweiz (IFPI)               | 36          |
| Vereinigtes Königreich (OCC) | 16          |

### Auszeichnungen für Musikverkäufe
Angels wurde im Jahr 2025 im Vereinigten Königreich mit einer vierfachen Platin-Schallplatte für über 2,4 Millionen verkaufte Einheiten ausgezeichnet. In Deutschland erhielt es 2023 für mehr als 500.000 Verkäufe eine Platin-Schallplatte. Damit zählt es zu den kommerziell erfolgreichsten Liedern des Sängers.

| Land/Region                  | Auszeichnungen für Musikverkäufe (Land/Region, Auszeichnung, Verkäufe) | Verkäufe  |
| ---------------------------- | ---------------------------------------------------------------------- | --------- |
| Australien (ARIA)            | Gold                                                                   | 35.000    |
| Belgien (BRMA)               | Gold                                                                   | 25.000    |
| Brasilien (PMB)              | Gold                                                                   | 30.000    |
| Dänemark (IFPI)              | Platin                                                                 | 90.000    |
| Deutschland (BVMI)           | Platin                                                                 | 500.000   |
| Frankreich (SNEP)            | Silber                                                                 | 125.000   |
| Italien (FIMI)               | Platin                                                                 | 70.000    |
| Neuseeland (RMNZ)            | 2× Platin                                                              | 60.000    |
| Spanien (Promusicae)         | Platin                                                                 | 60.000    |
| Vereinigtes Königreich (BPI) | 4× Platin                                                              | 2.400.000 |
| Insgesamt                    | 1× Silber · 3× Gold · 10× Platin ·                                     | 3.395.000 |

Hauptartikel: Robbie Williams/Auszeichnungen für Musikverkäufe